# Common Gateway Interface
Common Gateway Interface (förkortas ofta med akronymen CGI) är ett protokoll för hur en webbserver kan köra program med argument och hur dessa anropas från en webbläsare via HTTP. CGI är alltså inte ett eget programspråk.

## Programspråk och system som ofta används för CGI
- Perl
- PHP
- Python - Med ramverket Django
- Ruby - Med ramverket Ruby On Rails
- ASP - Microsofts mellanlager mellan CGI och programspråk.